# 三晃社
株式会社三晃社（さんこうしゃ、英: Sankosha co., ltd.）は、愛知県名古屋市中区に本社を置く総合広告代理店である。

## 概要
1944年（昭和19年）に創業した名古屋では老舗の広告代理店。ご当地検定である名古屋城検定や愛知県が推し進める武将観光関連業務にも携わっており、2012年度からはそれまで名古屋市が行っていた名古屋おもてなし武将隊の運営を引き継ぐこととなった。
また、中日スポーツが広告の問題により阻まれていた日刊紙移行にも、1953年（昭和28年）頃に当時の松波金弥社長が全広告を買い取る形で、1954年（昭和29年）2月25日に全国6番目に日刊紙として誕生したエピソードがある。
2006年（平成18年）にグレイワールドワイドと法人設立を前提とした業務提携を行い、ブランディングを業務とする三晃グレイを設立した。

## 沿革
- 1944年（昭和19年）11月3日 - 松波金弥により「三晃社」として個人創業。
- 1948年（昭和23年）10月1日 - 大阪支社を開設。
- 1949年（昭和24年）5月2日 - 「株式会社三晃社」に改組。
- 1950年（昭和25年）11月3日 - 東京支社を開設。
- 1958年（昭和33年）11月8日 - 静岡支社を開設。
- 1959年（昭和34年）3月19日 - 広島支社を開設。
- 1977年（昭和52年）8月9日 - いわゆる三晃社事件で最高裁判決が出る[3]。
- 2006年（平成18年）5月30日 - プライバシーマークを取得。
- 2006年（平成18年）9月25日 - 株式会社グレイワールドワイドと業務提携。三晃グレイを設立。

## 事業所
- 名古屋本社（愛知県名古屋市中区）
- 東京支社（東京都港区）
- 大阪支社（大阪府大阪市北区）
- 静岡支社（静岡県静岡市葵区）
- 広島支社（広島県広島市中区）

## 関連会社
- 名晃開発株式会社
- 株式会社小原カントリークラブ〔現在はテレビ愛知（土日の深夜に放送されている中央競馬ダイジェストも含む）・三重テレビの競馬中継でスポットCMを放送している〕
- 株式会社三晃社コミュニケーションデザイン（2013年8月1日、株式会社三晃スリービームスより商号を変更）